# Samanda
Amanda Louise Marchant a Samantha Joanne Marchant (* 28. června 1988 Knutton, Newcastle-under-Lyme, Staffordshire), známější jako Samanda, jsou ženské duo, které tvoří jednovaječná dvojčata, jež se poprvé proslavila v soutěži Big Brother v roce 2007, v níž se společně umístila na druhém místě.

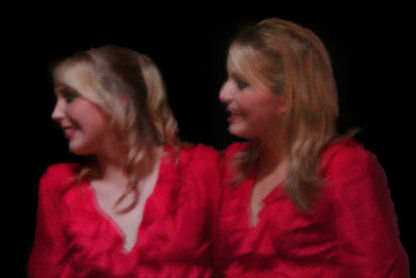
Samanda představující svůj debutový singl „Barbie Girl“

Dne 8. října 2007 vydaly coververzi hitu Barbie Girl od skupiny Aqua, která se umístila na 26. místě UK Singles Chart.
Jejich druhý singl s názvem Honey Love vstoupil do hitparády dne 22. srpna 2008 na 125. místo. Tato píseň byla coververzí britského hitu číslo jedna „Puppy Love“ Donnyho Osmonda a byla spojována s cereáliemi Sugar Puffs (jelikož jejich maskotem je medová příšera, která se objevila i ve videoklipu).
K roku 2019 jsou obě vdané a mají každá jedno dítě (holčičky, obě s několikaměsíčním odstupem).

## Big Brother
Amanda a Sam se umístily v osmé řadě pořadu Big Brother ve Velké Británii na druhém místě, přestože byly před finále favority sázkových kanceláří na vítězství. Během svého působení v pořadu získaly od tisku přezdívku „Samanda“.
Před svou slávou studovaly sociální péči na Manchester Metropolitan University. Ještě během studia na univerzitě se zúčastnily reklamní kampaně na novou cestovní kartu, která studentům nabízela poloviční ceny jízdného. Aby pomohly propagovat tyto karty, zúčastnily se focení na nádraží Manchester Piccadilly s místním kouzelníkem, který předvedl dvojitou verzi hry Sawing a woman in half, při níž obě dívky rozpůlil a zřejmě prohodil jejich spodní poloviny, než je znovu složil.[zdroj?]
Samanda je v současné době držitelem nejdelší doby strávené v domě v historii Big Brother UK, v domě strávily celkem 94 dní, a je také jediným spolubydlícím, který se kdy dostal do finále, aniž by obdržel nominaci.

## Kariéra
Amanda a Sam provozují vlastní řadu péče o pleť a vůní. Samanda by Young and Pure je určena dívkám ve věku 10–22 let a na trh byla uvedena 5. listopadu 2007. V lednu 2008 podepsaly dvouletý kontrakt s řadou přírodních produktů péče o pleť pro dospívající Young and Pure v hodnotě 40 tisíc až 150 tisíc liber.
V roce 2008 vydaly DVD cvičení s názvem Samanda - The Twins: Dance Workout. Získaly také podpis společnosti Hello Kitty jako tváře jejich webové stránky pro sociální sítě a také jako online blogerky pro tuto stránku.
V rozhovoru s Benem Shepherdem na GMTV Sam a Amanda uvedly, že společně vydělaly více než 1 milion liber. Od odchodu z Big Brother vydaly dva hudební singly: coververzi písně Barbie Girl od skupiny Aqua a Honey Love, což je coververze písně Puppy Love od Donnyho Osmonda s mírně odlišným textem, v němž vystupuje medové monstrum z reklamy na Sugar Puffs.
Na YouTube unikla další nevydaná píseň Whistle for a hottie. Duo bylo hostujícími porotci na soutěži Miss a Miss Teen Galaxy UK, která se konala 29. března 2009 v hotelu Thistle v Manchesteru.[zdroj?] Dne 27. dubna 2009 uspořádaly sezení s fanoušky, na němž odpovídaly na otázky a část výtěžku byla věnována organizaci Teenage Cancer Trust.[zdroj?]

## Diskografie

### Singly
| Rok  | Singl                | Pozice v žebříčku |
| Rok  | Singl                | UK                |
| ---- | -------------------- | ----------------- |
| 2007 | Barbie Girl          | 26                |
| 2008 | Honey Love           | 125               |
| 2010 | Whistle For A Hottie | —                 |